# Liste der denkmalgeschützten Objekte in Litzelsdorf
Die Liste der denkmalgeschützten Objekte in Litzelsdorf enthält die 7 denkmalgeschützten, unbeweglichen Objekte der Gemeinde Litzelsdorf.

## Denkmäler
| Foto |                 | Denkmal                                                                       | Standort                                            | Beschreibung | Metadaten |
| ---- | --------------- | ----------------------------------------------------------------------------- | --------------------------------------------------- | --- | --- |
| BW   | Datei hochladen | Figurenbildstock Maria Immaculata HERIS-ID: 12065 Objekt-ID: 8199             | Flur "Am Anger" Standort KG: Litzelsdorf            | Die barocke Sandsteinfigur Maria Immaculata stammt aus dem 18. Jahrhundert. | BDA-Hist.: Q38121051 Status: § 2a Stand der BDA-Liste: 2025-06-30 Name: Figurenbildstock Maria Immaculata GstNr.: 4712/10                                                                                          |
| BW   | Datei hochladen | Hügelgräberfeld Bothwald HERIS-ID: 60083 Objekt-ID: 71946                     | Bothwald Standort KG: Litzelsdorf                   | vier Hügelgräber erkennbar | BDA-Hist.: Q38090050 Status: Bescheid Stand der BDA-Liste: 2025-06-30 Name: Hügelgräberfeld Bothwald GstNr.: 5808, 5812                                                                                            |
| BW   | Datei hochladen | Befestigung im Kemetér Wald/Ringwallanlage HERIS-ID: 112155 Objekt-ID: 130218 | Hausteilung Standort KG: Litzelsdorf                | | BDA-Hist.: Q37828908 Status: Bescheid Stand der BDA-Liste: 2025-06-30 Name: Archäologie, Befestigung im Kemetér Wald/Ringwallanlage GstNr.: 4200, 4201, 4204, 4205, 4206, 4207, 4210, 4211, 4212, 4213, 4216, 4217 |
| ja   | Datei hochladen | Dreifaltigkeitssäule HERIS-ID: 12061 Objekt-ID: 8195                          | Kapellenweg 1, in der Nähe Standort KG: Litzelsdorf | Die Dreifaltigkeitssäule hinter der Patriciuskapelle entstand vor 1757. | BDA-Hist.: Q38120957 Status: Bescheid Stand der BDA-Liste: 2025-06-30 Name: Dreifaltigkeitssäule GstNr.: 154/1 |
| ja   | Datei hochladen | Kath. Pfarrkirche hl. Leonhard HERIS-ID: 12062 Objekt-ID: 8196                | neben Litzelsdorf 30 Standort KG: Litzelsdorf       | Die Pfarrkirche steht auf einem Hügel über dem Ort. Der große einschiffige Bau mit quadratischem Chor und vorgestelltem Westturm wurde 1823 errichtet. Hochaltar und Orgel stammen aus der Bauzeit; 14 Ölbilder der Kreuzwegstationen entstanden bereits im 18. Jahrhundert. | BDA-Hist.: Q25915414 Status: § 2a Stand der BDA-Liste: 2025-06-30 Name: Kath. Pfarrkirche hl. Leonhard GstNr.: 1 Kath. Pfarrkirche hl. Leonhard (Litzelsdorf)                                                      |
| ja   | Datei hochladen | Patriciuskapelle HERIS-ID: 12063 Objekt-ID: 8197                              | neben Litzelsdorf 51 Standort KG: Litzelsdorf       | Die Kapelle mit gestuftem Dreieckgiebel wurde in der 1. Hälfte des 18. Jahrhunderts erbaut und im 19. Jahrhundert umgebaut. | BDA-Hist.: Q38121004 Status: § 2a Stand der BDA-Liste: 2025-06-30 Name: Patriciuskapelle GstNr.: 153 |
| ja   | Datei hochladen | Wegkapelle Hl. Dreifaltigkeit HERIS-ID: 12068 Objekt-ID: 8202                 | neben Litzelsdorf 390 Standort KG: Litzelsdorf      | Die Dreifaltigkeitskapelle wurde 1798 gestiftet. | BDA-Hist.: Q38121138 Status: § 2a Stand der BDA-Liste: 2025-06-30 Name: Wegkapelle Hl. Dreifaltigkeit GstNr.: 5892                                                                                                 |